# Залізничник

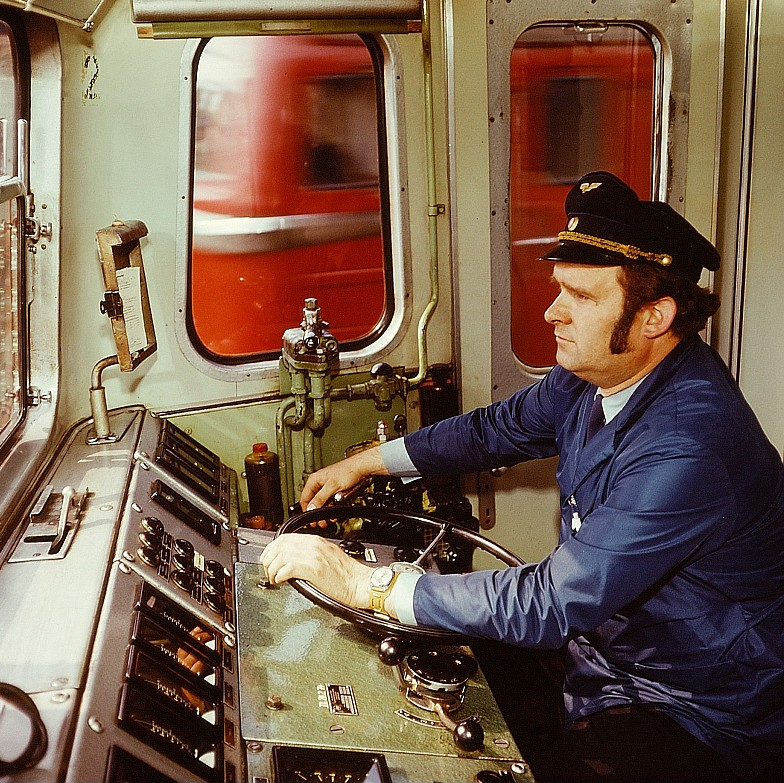
Машиніст локомотива

Залізничник — людина, чиєю сферою професійної діяльності є залізничний транспорт.

## Опис
Деякі залізничні професії: машиніст локомотива, колійний обхідник, черговий по станції, електромеханік СЦБ, поїзний диспетчер — всі вони залізничники.
Професійне свято — День залізничника, в Україні святкується щорічно 4 листопада.

## Відзначення
На честь українських залізничників 14 грудня 2023 року Національний банк України випустив пам'ятну монету Країна супергероїв. Дякуємо залізничникам! яка входить до серії монет "Безсмертна моя Україно".